# Punkt biblioteczny
Punkt biblioteczny - placówka biblioteczna, która nie posiada własnego księgozbioru, lecz udostępnia książki, które formalnie  pozostają na stanie biblioteki macierzystej. Punkty biblioteczne są zwykle zakładane w instytucjach publicznych (szkoły, lokalne domy kultury, lokalne stowarzyszenia kulturalne), ale też czasami w prywatnych lokalach.
Pierwsze punkty biblioteczne zakładane były w Polsce przed II wojną światową. Po 1945 r. rozpoczęło się masowe zakładanie bibliotek publicznych i obsługiwanych przez nie punktów bibliotecznych.  Po 1989 r. rozpoczęto likwidację punktów bibliotecznych i przekształcanie ich w filie. W latach 1990–1999 liczba punktów bibliotecznych spadła z 17,5 tys.  do 2,8 tys. Proces ten postępuje nadal, choć już znacznie wolniej. W 2007 r. istniało w Polsce wciąż 1618 publicznych punktów bibliotecznych, zaś w 2011 r. odnotowano istnienie 1369 takich punktów.